# Le Duc Tho
I dette vietnamesiske navn er Le familienavnet. Efter vietnamesisk tradition refereres personen ved fornavnet Tho.
Le Duc Tho (vietnamesisk: Lê Đức Thọ; født Phan Đình Khải 14. oktober 1911 i Hà Nam-provinsen, død 13. oktober 1990 i Hanoi) var en vietnamesisk revolutionær, general, diplomat og politiker. Tho var en af de ledende fredsforhandlere for Nordvietnam under Vietnamkrigen og holdt hemmelige møder med USAs udenrigsminister Henry Kissinger fra februar 1970 og frem, hvilket resulterede i våbenhvilen og fredsaftalen, der blev indgået ved afslutningen af fredsforhandlingerne i Paris 27. januar 1973. For opnåelsen af dette resultat blev Kissinger og Tho tildelt Nobels fredspris samme år, men Tho afslog at modtage prisen, idet han påberåbte sig, at der ikke var fred i landet, og at Sydvietnam og USA ikke overholdt aftalen.

## Politisk og diplomatisk løbebane
I 1930 var Tho medstifter af det Indokinesiske Kommunistparti. Det franske kolonistyre fængslede ham 1930-1936 og igen 1939-1944. Efter sin løsladelse blev han en af lederne af Viet Minh, den vietnamesiske løsrivelsesbevægelse, i dens kamp mod franskmændene indtil Geneveaftalen blev underskrevet i 1954. I 1955 gik han med i Lao Dong-politbureauet under Vietnams Arbejderparti (nu kommunistpartiet). Tho overvågede det kommunistiske oprør, der begyndte i 1956 mod den sydvietnamesiske regering. I 1963 støttede han udrensningerne i partiet.
USA gik aktivt ind i borgerkrigen på Sydvietnams side i begyndelsen af 1960'erne. Fra 1969 blev der afholdt en række forhandlinger (både officielle og hemmelige) i Paris. Xuan Thuy var leder af den officielle delegation for Nordvietnam, men parallelt hermed holdt Tho en række hemmelige møder med Kissinger. Da aftalen blev underskrevet i 1973, omfattede den følgende punkter:
1. Løsladelse af krigsfanger inden for 80 dage
2. Våbenhvile overvåget af Den Internationale Kommission for Kontrol og Overvågning
3. Frie og demokratiske valg afholdt i Sydvietnam
4. Amerikansk støtte til Sydvietnam fortsatte
5. Nordvietnamesiske tropper kunne forblive i Sydvietnam

Skønt aftalen underskrevet 27. januar 1973 normalt regnes for at være ikrafttrædelsdatoen for fredsaftalen, fortsatte forhandlinger nødtvungent. Sporadiske kampe fandt fortsat sted i visse regioner. Skønt de amerikanske landtropper blev trukket hjem 29. marts, fortsatte luftbombardementerne af Nordvietnam. På grund af gensidige beskyldninger om overtrædelse af våbenhvilen mødtes Kissinger og Tho igen i maj og juni 1973 for at få gennemførelsen af fredsaftalen tilbage på sporet. 13. juni 1973 underskrev USA og Nordvietnam et fælles kommuniké med løfte om gensidig opbakning til Parisaftalen. Våbenhvilen holdt dog ikke, og krigen blev derpå afsluttet med Saigons fald 30. april 1975.
I perioden 1978-1982 blev Tho af Hanoi udnævnt til chefrådgiver for Kampucheas Forenede Front for National Frelse (FUNSK) og senere for det spirende Folkerepublikken Kampuchea. Le Duc Thos opgave var at sikre, at den khmeriske nationalisme ikke ville tilsidesætte Vietnams interesser i Cambodia, efter at De Røde Khmerer var blevet styrtet.
Tho var fast medlem af sekretariatet for det kommunistiske partis centralkomité 1982-1986, og senere blev han rådgiver for centralkomiteen.